# Alexei Wassiljewitsch Gussarow
Alexei Wassiljewitsch Gussarow (russisch Алексей Васильевич Гусаров; * 8. Juli 1964 in Leningrad, Russische SFSR) ist ein ehemaliger russischer Eishockeyspieler (Verteidiger), der zuletzt Assistenztrainer beim HK Sotschi war. Er ist Mitglied im Triple Gold Club, da er 1989 die Weltmeisterschaft, 1996 den Stanley Cup und 1988 olympisches Gold gewonnen hat.

## Karriere
Gussarow spielte von 1981 bis 1984 für den SKA Leningrad. 1984 wechselte er zum damaligen Spitzenklub HK ZSKA Moskau. Hier blieb er bis 1991. Beim NHL Entry Draft 1988 war er in der 11. Runde an 213. Stelle von den Québec Nordiques ausgewählt worden. Deshalb wagte er nach dem Zerfall der Sowjetunion den Sprung in die National Hockey League. Insgesamt erzielte er 27 Tore in 327 Spielen in der sowjetischen Liga.
Während seiner Karriere in der NHL spielte er für die Québec Nordiques (1990 bis 1995), Colorado Avalanche (1995 bis 2001), New York Rangers (2000/01) und St. Louis Blues (2000/01). Er gewann den Stanley Cup mit Colorado in der Saison 1995/96.

### International
Am 21. April 1981 stand er in einem Spiel gegen die Tschechoslowakei zum ersten Mal für die Sbornaja auf dem Eis. Am 9. September 1991 bestritt er sein letztes Länderspiel für die UdSSR. Seine internationale Karriere wurde mit der Goldmedaille bei den Olympischen Winterspielen 1988 gekrönt. 1988 wurde er als Verdienter Meister des Sports der UdSSR ausgezeichnet.
Nach dem Zerfall der UdSSR war er Mitglied der russischen Eishockeynationalmannschaft. Bei den Olympischen Winterspielen 1998 konnte er mit dieser die Silbermedaille gewinnen.

### Nach dem Karriereende
Zwischen 2011 und 2014 arbeitete Gussarow als Assistenz-General-Manager beim SKA Sankt Petersburg, ehe er zur Saison 2014/15 in den Trainerstab des HK Sotschi aufgenommen wurde. 2017 beendete er diese Tätigkeit.